# Albert Servaes
Albert Servaes (Gante, 4 de abril de 1883 – Lucerna, 19 de abril de 1966) fue un pintor belga, adscrito al expresionismo. Fue miembro de la colonia de artistas de Sint-Martens-Latem, junto a Constant Permeke, Gustave Van de Woestijne, Gustave De Smet y Frits Van den Berghe. 
En 1905 se trasladó a Sint-Martens-Latem, donde se instaló en una choza de madera. Hombre profundamente religioso, uno de sus temas favoritos era la Pasión de Jesús, que realizaba con un crudo realismo de colores oscuros y líneas espesas, con cierta influencia del arte bizantino. También realizó paisajes y retratos. Debido a sus simpatías por la política cultural alemana durante el nazismo, después de la guerra huyó a Suiza. Entre sus obras destacan: Los recogedores de patatas (1909), Vía Crucis (1919-1920), Piedad (1920-1923) y La vida del labrador (1920). 
Su obra fue considerada «excesivamente moderna» y «escandalosa» por la Santa Sede. Un decreto de la Sagrada Congregación del Santo Oficio, publicado el 30 de marzo de 1921, condenó sus Vía Crucis y la escuela pictórica que representaba. También se incluyó en el Index de la Inquisición romana el libro La passion de notre Seigneur Jésus-Christ (1920), editado por Cyril Verschaeve, y que contenía ilustraciones del mismo tema y pintor. Asimismo se ordenaba retirar dichas imágenes de iglesias, oratorios y de todo lugar en que estuviesen expuestas, aprobando el papa Benedicto XV dicha resolución.